# Llobregat
Llobregat (katalanska: el Llobregat, /ɛl ljɔbrə'gat/) är en 170 kilometer lång flod i Katalonien i nordöstra Spanien. Den rinner ner från en höjd av 1 295 meter över havet, strax söder om Pyrenéerna nära Castellar de n'Hug, och flyter ut i Medelhavet 5 kilometer söder om Barcelonas centrum. Vid dess nedersta lopp utgör floden en naturlig gräns mellan kommunerna Barcelona och El Prat de Llobregat.
Floden flyter i sin helhet genom Barcelona-provinsen. Den genomlöper centrala Katalonien, från norr till söder, och passerar på sin väg bland annat genom den vida slätten runt Manresa och kanjonen öster om berget Montserrat. Vid utloppet i Medelhavet har floden byggt upp en kustslätt, ett gammalt delta som odlats upp och bebyggts. Barcelona-El Prats flygplats har namnet El Prat (ängen, slätten) efter deltaområdets flacka karaktär. Från källan passerar Llobregat genom comarcorna Berguedà, Bages och Baix Llobregat, mestadels mot söder men närmare mynningen mot sydsydost.

## Etymologi
Namnet Llobregat (på katalanska oftast skrivet i bestämt form som el Llobregat eller El Llobregat) antas kunna härröra från latinets rubicatus. Det antas syfta på en mörk jordröd färg (se även rubrik och latinets ruber, röd).

## Flodens lopp

### Berg och mindre slätter
Llobregat rinner upp i vid Serra del Cadí nära orten Castellar de n'Hug, cirka 7 kilometer söder om Spaniens gräns mot Frankrike, i Pyrenéernas sydliga förberg. Därifrån flyter den först åt sydväst och från La Pobla de Lillet rakt västerut mot Guardiola de Berguedà.

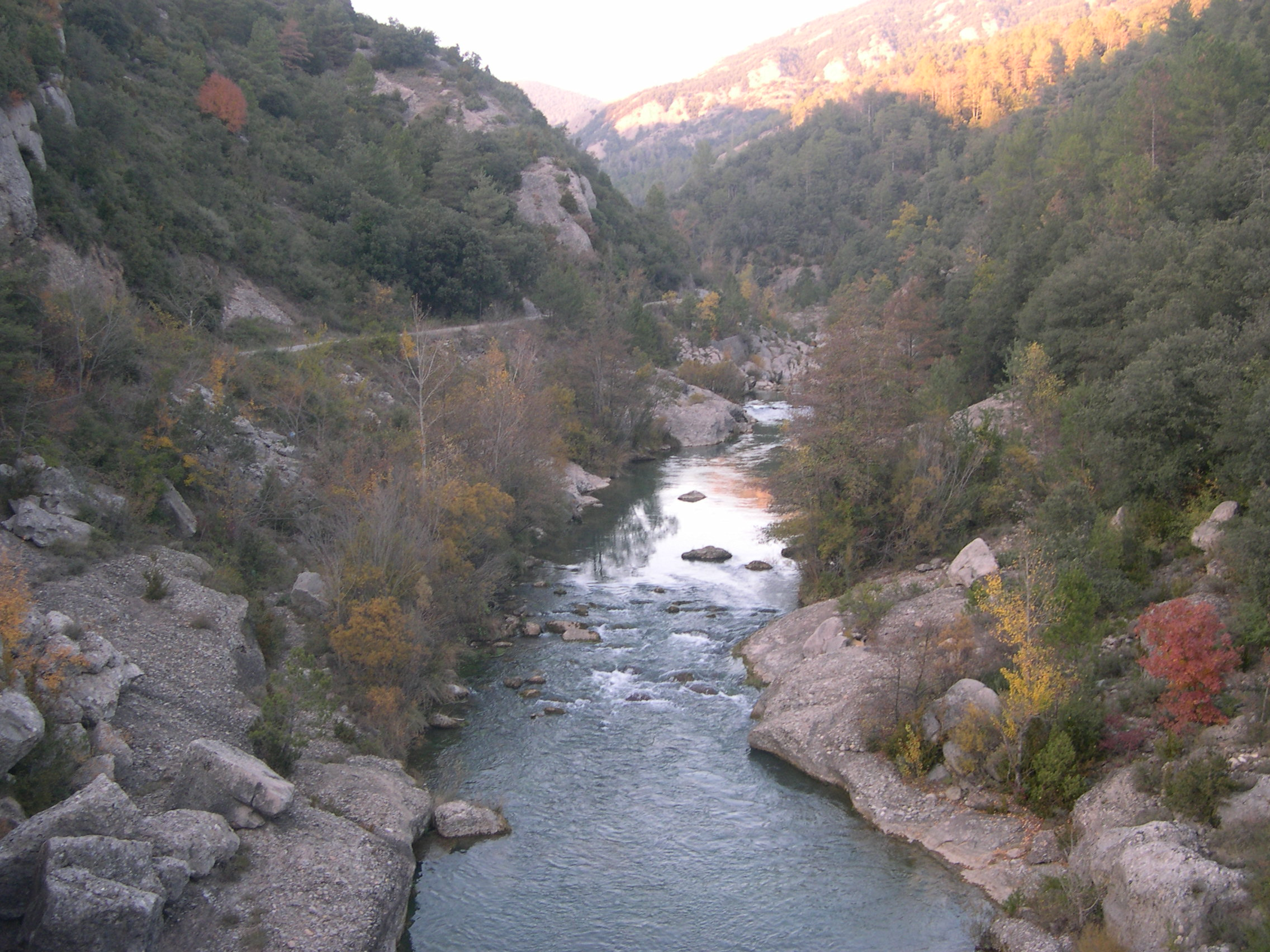
Nära La Quar i Berguedà.

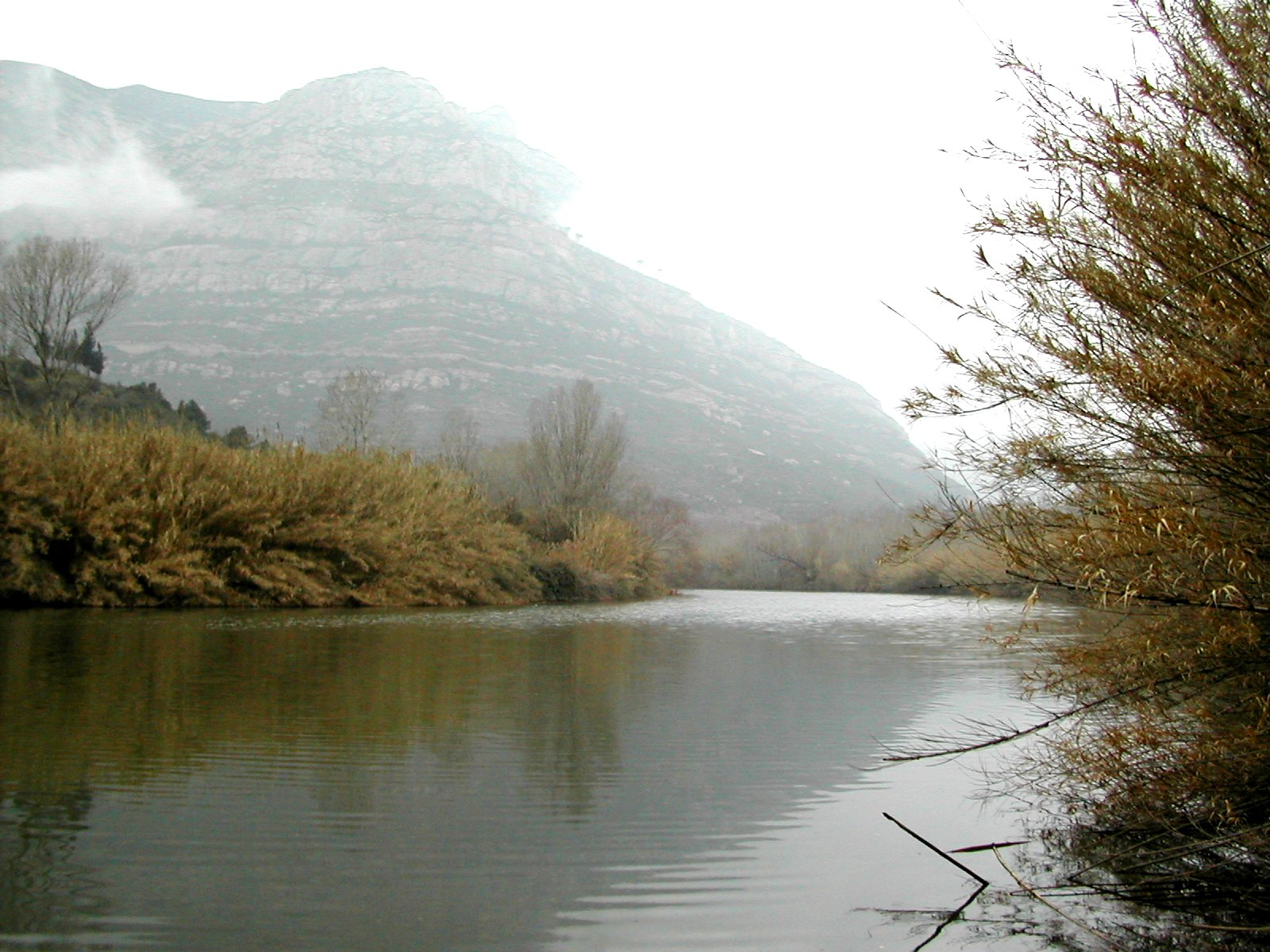
Vid Olesa de Montserrat, öster om berget Montserrat.

Därefter gör floden, som så långt fortfarande är en strid å med gott om forsar och omgivande höga berg, en sväng rakt mot söder. Där vidgas den så småningom till Pantà de la Baells (Baells-sjön), en cirka 5 km lång och 3,65 km² stor fördämningssjö i kommunen Cercs (skapad 1976 genom bygget av en 102 meter hög damm). Via dammbygget skapades den ö som numera omger det romanska klostret Sant Salvador de la Vedella, uppförd under 1100-talet.
Nedströms Baells-dammen rinner floden strax öster om Berga och når Cal Rosal, varefter den sedan genomlöper en mindre kuperad och till största delen uppodlad bygd. I rak följd passeras bland annat de mindre orterna Gironella och Els Bassacs. Efter Viladomiu Vell fördjupas floddalen till en mindre kanjon. Floden rinner förbi Puig-reig och några kilometer längre söderut Navàs samt Balsareny, i en ny mindre odlingsbygd och där den tidigare utvinningen av kalium skapat en miljö med mindre bruksorter.

### Bages och Pla de Bages
Söder om Sallent vidtar det vidare odlingslandskapet kring Manresa och Pla de Bages, den största slätten i centrala Katalonien. Området används till stora delar för vinodling, med en egen namnskyddad beteckning. Via Navarcles och El Pont de Vilomara i Rocafort förenar Llobregat sig med sin högerbiflod Cardener vid Castellgalí strax söder om Manresa.
Efter Sant Vicenç de Castellet övergår slätten i ett starkt kuperat bergslandskap, där floden skurit sig ner och bildat en stor kanjon. Vid flodkrökarna är orterna Castellbell i el Vilar och Monistrol de Montserrat anlagda, den senare strax nedanför bergsklostret Santa Maria de Montserrat. Floden vindlar vidare, fortfarande i sydlig riktning, öster om berget som både ort och kloster fått sina namn ifrån.

### Nedre lopp och delta
Därefter vidgas dalen ånyo, och Llobregat passerar ett antal orter i den delvis sammanhängande stadsbygd som omger Barcelona. Orter utefter floden har namn som Esparreguera, Olesa de Montserrat, Abrera (ort) och Les Carpes. Strax norr om Martorell ligger den anläggning där drygt 12 000 industriarbetare årligen tillverkar cirka 400 000 bilar av märket Seat. Floddalen, som nu löper i en mer sydsydostlig riktning, karaktäriseras hädanefter av en blandning av vägar samt industri- och bostadsområden.
Ytterligare några kilometer är floddalen relativt smal, med orter som Sant Andreu de la Barca, El Papiol, Pallejà och Molins de Rei. Efter den större Sant Vicenç dels Horts vidgas dock dalen, och den breda flodslätten övergår så småningom i Llobregats floddelta strax söder om själva Barcelona. Numera har floden endast en mynningsarm, som når Medelhavet mellan flygplatsen Barcelona-El Prat (i väster) och ett vidsträckt industriområde i öster. Rester av de tidigare våtmarkerna finns både väster och öster (Ricarda-Ca l'Arana) om flygplatsområdet, men annars är området i stort sett helt bebyggt alternativt använt som jordbruksmark. Ett antal av deltaområdets orter har namn efter floden, inklusive Sant Feliu de Llobregat, Sant Boi de Llobregat, Cornellà de Llobregat, L'Hospitalet de Llobregat och El Prat de Llobregat.

## Vattenföring och bifloder
Vattenflödet motsvarar i genomsnitt 4 kubikmeter/sekund nära källan, för att öka till 18,6 efter sammanflödet med bifloden Cardener söder om Manresa. Medelvattenflödet är i snitt 22,4 m³/s vid mynningen av Llobregat. Flödet varierar dock kraftigt under året, med en topp i maj månad och en annan runt oktober/november. Översvämningar runt floden förekommer vissa tider och år. Det lägsta vattenflödet inträffar i januari, då framtida smältvatten är bundet i snö i Pyrenéerna, och runt sommartorkan i augusti.
Extrema vattenflödesmaxima med åtföljade större översvämningar inträffade åren 1579, 1617, 1842, 1850, 1989 och 1907.
Ett antal större och mindre bifloder ansluter till Llobregat utefter dess lopp. De större högerbifloderna är, räknat uppströms ifrån, Bastareny, Cardener och Anoia, medan de fyra största vänsterbifloderna är Riera de Merlès, Riera Gavarresa, Riera de Rubí och Riera de Vallvidrera.

## Betydelse och användning
Llobregat är den tredje största floden i Katalonien, efter Ebro och dess 265 km långa biflod Segre. Den är därmed den längsta floden som i sin helhet flyter genom regionen och ut i havet. Floden rinner i hela sin längd genom Barcelona-provinsen, från dess källflöde i de södra Pyrenéerna till deltat.
Floden avvattnar stora delar av centrala Katalonien och rinner i sitt nedre lopp genom några av regionens – och hela Spaniens – mest tätbefolkade områden. Längs med floden etablerades under 1800-talet ett antal industriorter, vilket medfört att Llobregat blivit kraftigt förorenad. Under tidigt 2000-tal konstruerades därför vattenreningsanläggningar längs med floden, för att ta hand om föroreningarna från områdets många industrier.
I sitt nedre lopp är Llobregat kraftigt reglerat. Vatten pumpas numera från mynningen till högre liggande delar av floden för att öka den naturliga vattenföringen, återfukta våtmarkerna och kontrollera inflödet av saltvatten. Floden har länge utnyttjats för vattenkraft, och än på 2000-talet finns ett antal kraftverk i drift.

## Bildgalleri

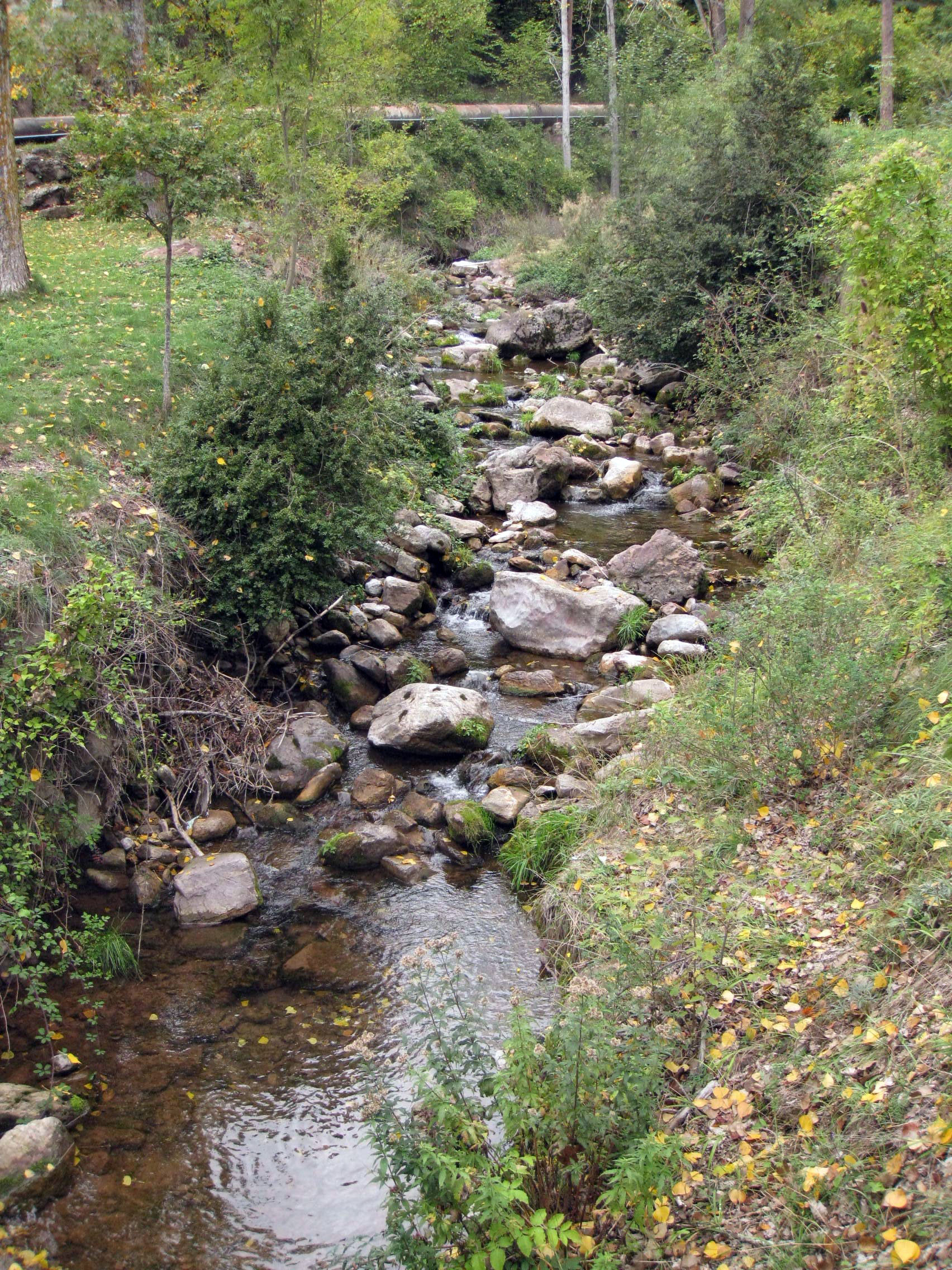
Nära flodens källa i Serra del Cadí.
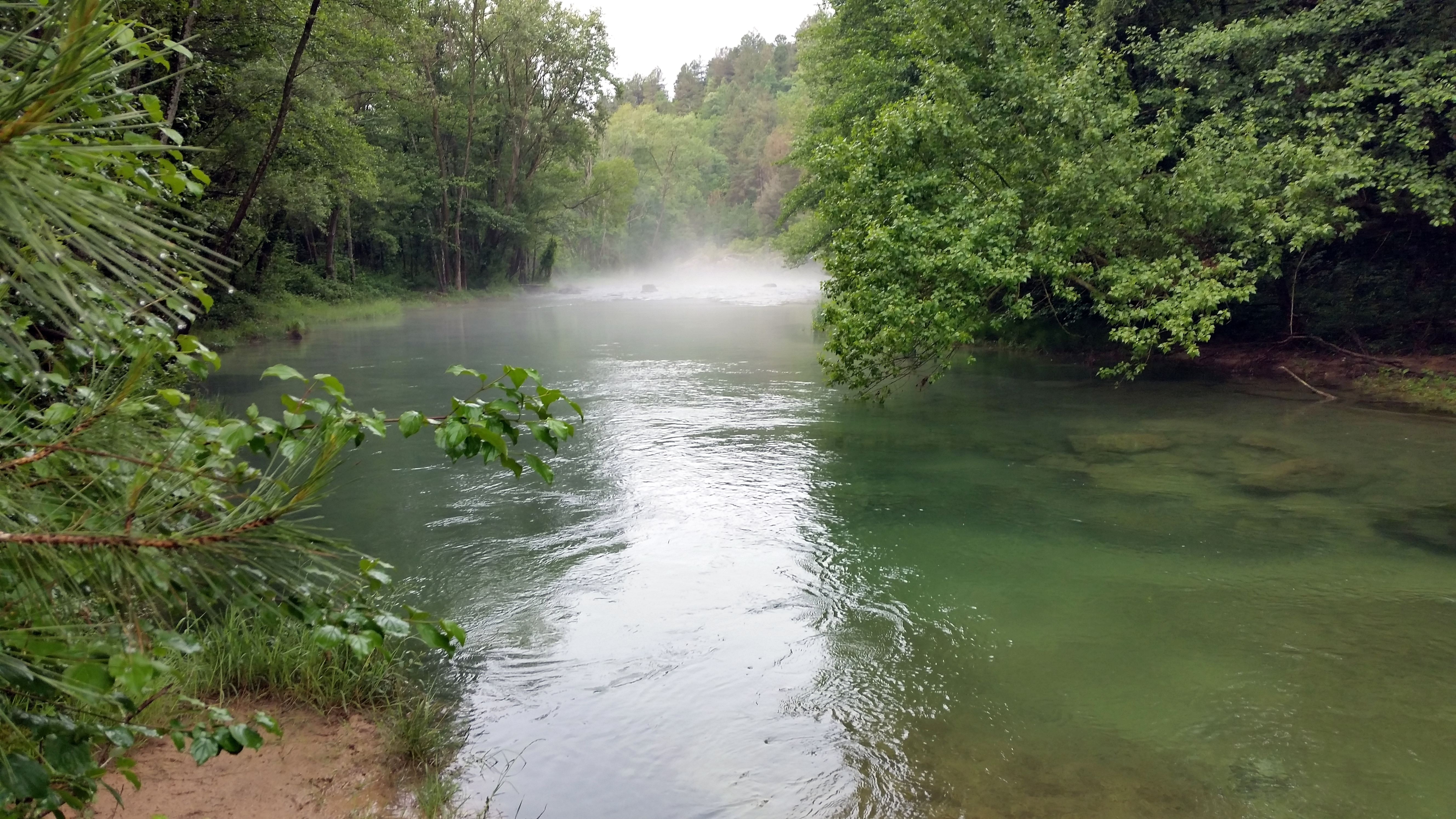
Nära Cercs är flodens sidor kraftigt bevuxna.
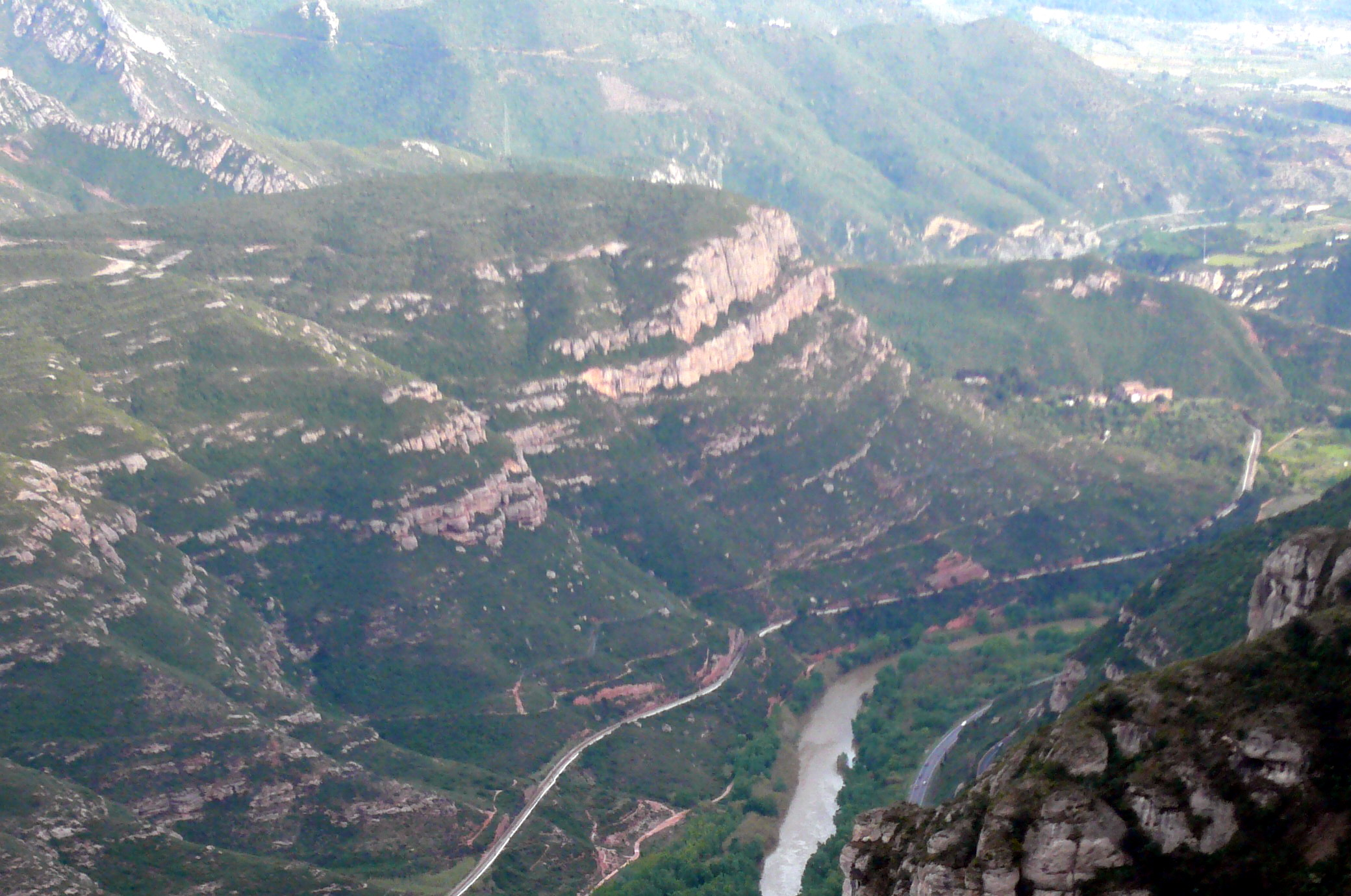
Den nedskurna floddalen nedanför Montserrat (vy mot söder).
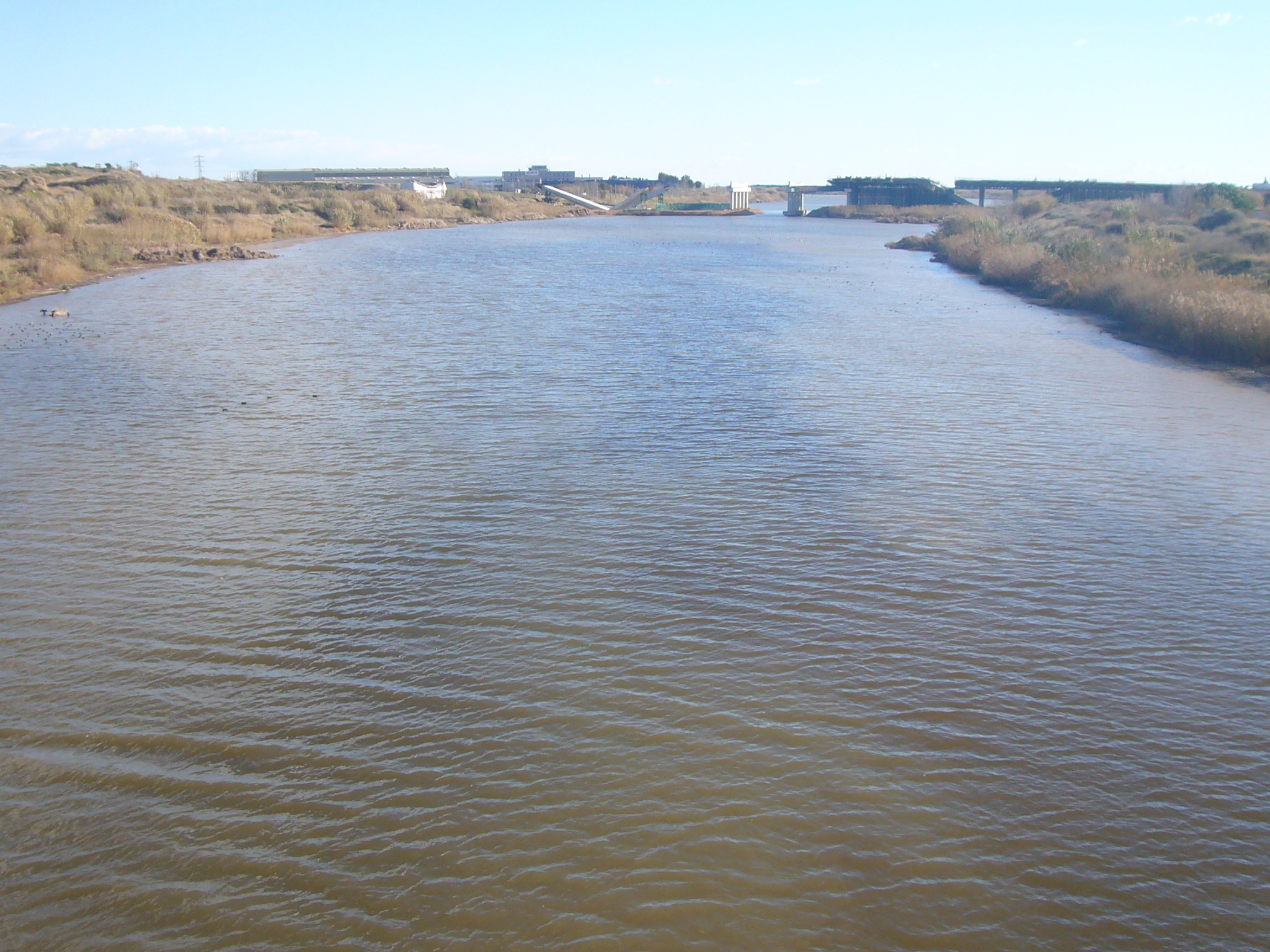
Nära utloppet i Medelhavet, vid den stora kustslätten.